# Club Atlético Independiente

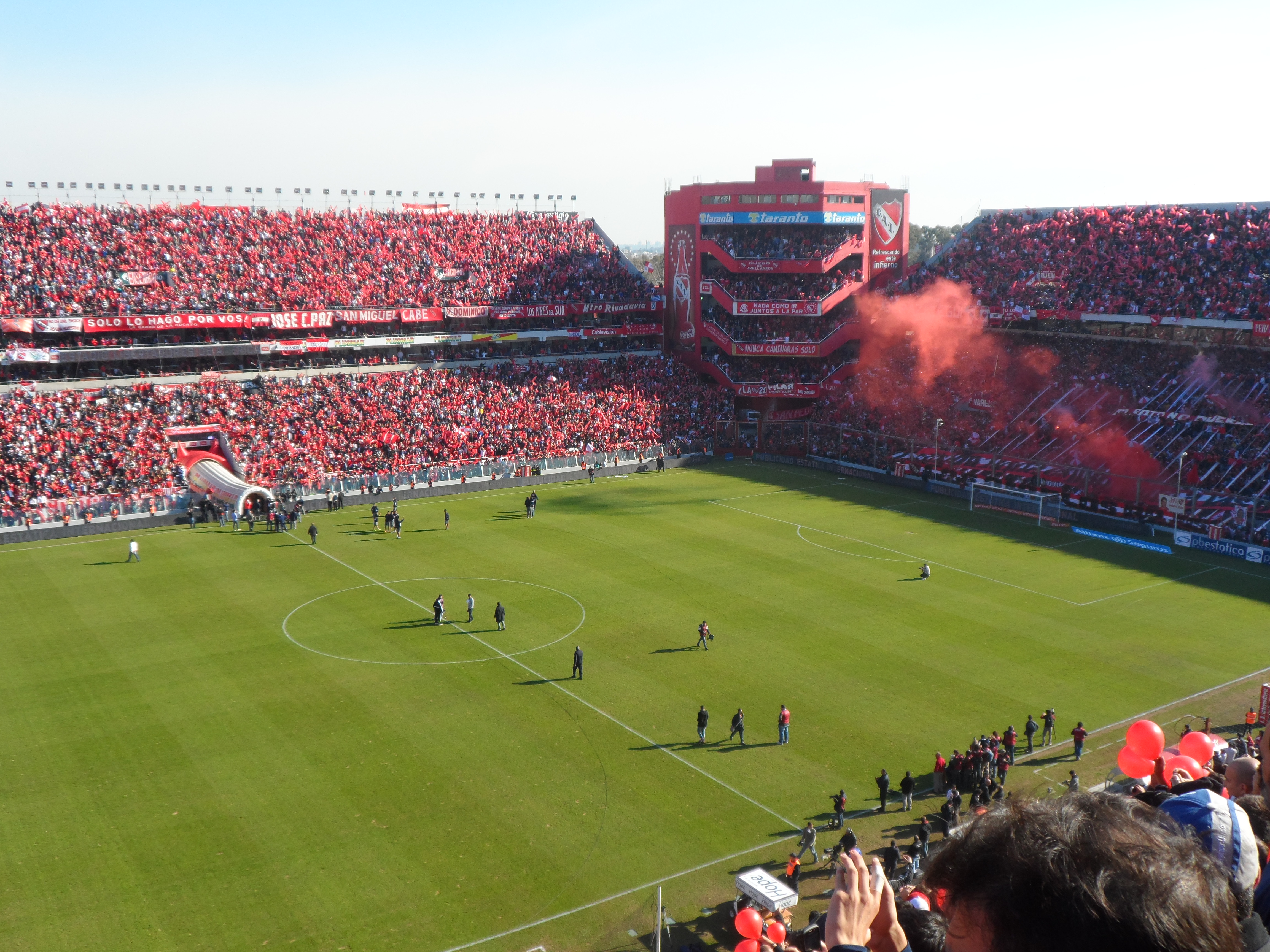

Il Club Atlético Independiente, noto più semplicemente come Independiente, è una società polisportiva argentina con sede ad Avellaneda, nella parte sud della Grande Buenos Aires. 
Fu fondato il 1º gennaio 1905, è noto principalmente per la sua sezione calcistica che gioca le partite interne nello stadio Libertadores de América. In virtù dei numerosi successi conseguiti a livello internazionale, il club è noto anche come rey de copas ("re delle coppe"); altro soprannome è los diablos rojos ("i diavoli rossi"), dal colore delle divise.
A livello internazionale è la quinta squadra al mondo, seconda in Sudamerica e seconda in Argentina per numero di titoli ufficiali vinti: 20 (a pari merito con il Milan e alle spalle di Real Madrid ed Al-Ahly, rispettivamente a quota 35 e 27, e Boca Juniors e Barcellona, entrambe a quota 22). Nella bacheca del club figurano:
7 Coppe Libertadores (record in Sudamerica), di cui 4 consecutive dal 1972 al 1975 (record),
2 Coppe Sudamericane,
1 Recopa Sudamericana,
2 Supercoppe Sudamericane,
1 Coppa Suruga Bank,
2 Coppe Intercontinentali, 3 Coppe Interamericane e 2 Coppe Aldao. È inoltre l'unica squadra ad aver vinto tutte le finali disputate in Coppa Libertadores (sette su sette), tra quelli che hanno disputato più di due finali del torneo. 
A livello nazionale è la quarta squadra in Argentina per numero di titoli ufficiali vinti: 25. Nella bacheca del club figurano: 16 campionati e 9 coppe nazionali. Complessivamente il club si è aggiudicato 45 trofei ufficiali, 25 nazionali e 20 internazionali, che la rendono la terza squadra più vincente in Argentina dietro Boca Juniors (74) e River Plate (72) e davanti a Racing Club (41) e San Lorenzo (22).
Insieme a Boca Juniors, River Plate, Racing Club e San Lorenzo forma le cosiddette "cinque grandi" del calcio argentino.
La rivalità più accesa è con il Racing Club con cui disputa il Clásico de Avellaneda, il quale ha il proprio stadio a circa 300 metri di distanza da quello dell'Independiente.

## Storia

### Fondazione
All'inizio del secolo scorso, in un negozio chiamato "A la Ciudad de Londres" ("Alla città di Londra"), nel dipartimento di Buenos Aires, un gruppo di impiegati decise di formare una squadra di calcio, chiamandola Maipú Banfield. Ma questa società non permetteva ai lavoratori più giovani di partecipare: perciò i più giovani scelsero di riunirsi di nascosto per trovare una soluzione.
Il 4 agosto 1904 questo gruppo decise di diventare "indipendente" dal Maipú Banfield e formare una nuova società. Quindi, il 1º gennaio 1905, fondarono ufficialmente l'Independiente Football Club. La società non fu ufficiale prima del 25 marzo, quando Arístides Langone venne nominato presidente, Daniel Bevilacqua segretario, Juan Artau sotto-segretario, Carlos Degiorgi sotto-tesoriere; gli altri fondatori furono Andrés Ferrier, Víctor Camino e José Hermida.

### Primi anni
L'Independiente si iscrisse per giocare nella seconda e nella terza divisione del campionato amatoriale argentino. In seconda divisione giocarono con regolarità, ma nella terza divisione persero contro l'Atlanta per 20-1. Poche partite dopo, il 9 giugno del 1907, avrebbero fronteggiato i loro eterni rivali per la prima volta, il Racing Club. Dopo il 20-1 quasi tutti pensavano sarebbe stata una facile vittoria per il Racing, ma l'Independiente vinse 3-2. Più tardi, nel 1912, la Federcalcio argentina invitò l'Independiente a partecipare alla prima divisione del loro campionato, che poco dopo sarebbe diventato il torneo professionistico ufficiale in Argentina.

### Dal bianco al rosso
La divisa originale dell'Independiente era completamente bianca. Nel 1907, quando il presidente Arístides Langone vide la tenuta rossa del Nottingham Forest, decise di dare all'Independiente un nuovo look: ritenne che somigliavano a "diavoli rossi" (Diablos Rojos), termine che sarebbe diventato il soprannome dell'Independiente. Nel 1908, in una partita contro il Bristol of Uruguay (maglia a strisce bianco-nere), l'Independiente vestì il completo rosso per la prima volta, dopo aver anche cambiato il nome originale in Club Atlético Independiente.

### Gli anni '20
Negli anni venti l'Independiente sarebbe diventato campione della prima divisione amatoriale per due volte, nel 1922 e nel 1926. Manuel Seoane e Raimundo Orsi facevano parte di quelle squadre. Mumo Orsi nel 1928 si trasferì quindi alla Juventus e divenne una leggenda, andando a far parte della nazionale italiana che vinse i Mondiali nel 1934.

### Dagli anni '30 agli anni '50

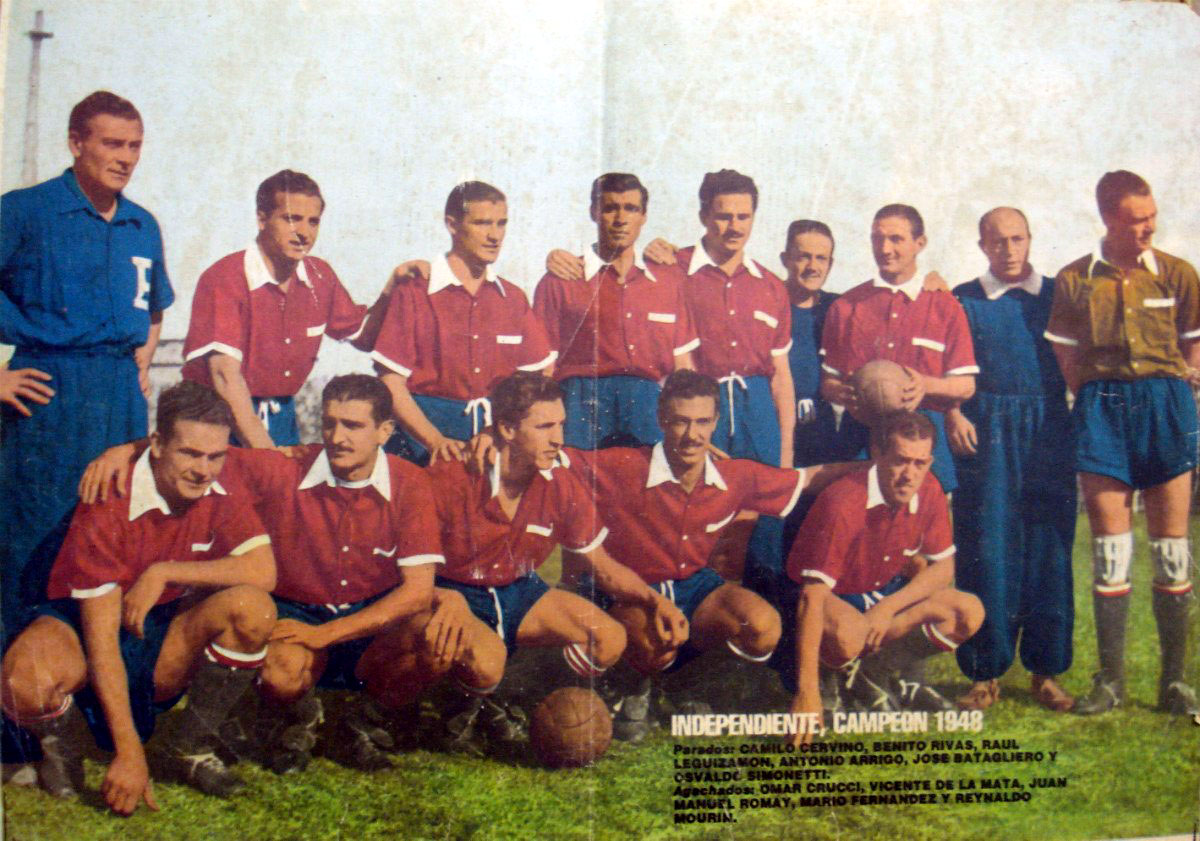
L'Independiente campione di Argentina nel 1948

L'Independiente vinse il suo primo campionato professionistico nel 1938 e di nuovo nel 1939. Arsenio Erico era parte di quella squadra e fu il capocannoniere nel 1937 e nel 1939. Erico sarebbe poi diventato il miglior realizzatore di tutti i tempi nella massima divisione argentina.
In quegli anni l'Independiente era noto per le sue vittorie dai risultati e dagli scarti ampi. Nel 1938, l'Independiente segnò 115 gol in 32 partite, e nel 1939, 103 gol in 34 partite. Questa squadra è attualmente considerata quella che ha segnato di più nel campionato argentino.
L'Independiente dovette attendere nove anni per diventare di nuovo campione. E ciò avvenne nel 1948, quando vinsero durante uno sciopero. Perciò, nei cinque match finali, l'Independiente giocò con calciatori non professionisti e riuscì comunque a vincere il campionato. Dopo questo successo, i Diablos Rojos dovettero aspettare a lungo, questa volta di più, per rivincere il titolo.

### Dagli anni '60 agli anni '80
L'Independiente cominciò gli anni sessanta con un titolo argentino, vinto di nuovo nel 1963. All'epoca, l'Independiente aveva più di 45 000 membri, uno stadio rimodellato, e cresceva dal punto di vista istituzionale. Ma uno dei più grandi successi per l'Independiente arrivò nel 1964, quando divenne la prima squadra argentina a vincere la Coppa Libertadores. L'Independiente si ripeté nel 1965.

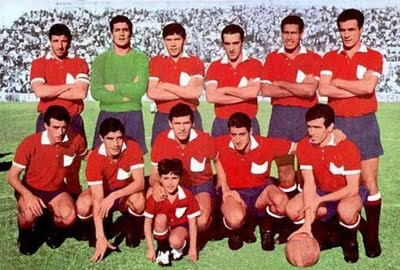
La formazione campione nazionale nel 1967

Nel 1967, l'Independiente vinse il Campeonato Nacional. Questa squadra fu una delle ultime a giocare con uno schema 2-3-5, nato circa 90 anni prima. La consacrazione arrivò nel derby di Avellaneda, contro il Racing Club. La gara fu vinta 4-0 dall'Independiente.
Di nuovo, l'Independiente cominciò un nuovo decennio vincendo un titolo (Metropolitano 1970). Gli anni settanta furono il Periodo d'Oro per la squadra di Avellaneda, che ottenne 12 importanti titoli: Metropolitano 1970 e 1971, Nacional 1977 e 1978, Coppa Libertadores 1972, 1973, 1974 e 1975, Coppa Intercontinentale 1973 e Copa Interamericana 1972, 1974 e 1975.
Il più grande successo dell'Independiente negli anni '70 fu sicuramente vincere la Coppa Libertadores per quattro volte consecutive. Inoltre, la squadra divenne famosa avendo il celebre duo Bochini-Bertoni in attacco.
La partita più memorabile dell'Independiente fu la gara della finale del Torneo Nacional del 1977, benché la gara venne disputata il 25 gennaio 1978. La finale era contro il Club Atlético Talleres. All'andata c'era stato un pareggio (1-1) nello stadio dell'Independiente, e nella gara decisiva a Córdoba, il risultato era fermo sull'uno pari. A soli 15 minuti dal termine il Talleres segnò un gol dubbio. A causa di quello, i giocatori dell'Independiente protestarono veementemente, e l'arbitro, per risposta, mostrò il cartellino rosso a tre giocatori. Con soli 8 giocatori in campo e a pochi minuti dal termine, l'Independiente riuscì a pareggiare con un gol di Bochini, su assist di Bertoni. L'Independiente divenne campione grazie ai due gol segnati in trasferta.

Il successo nella Coppa Intercontinentale del 1973 ottenuto a Roma contro i vicecampioni d'Europa della Juventus

Nel 1983 l'Independiente vinse un altro Metropolitano. Nel 1984 ottennero la loro settima Coppa Libertadores e divennero la squadra con il maggior numero di vittorie nella massima competizione sudamericana per club. L'Independiente andò quindi a giocare contro il Liverpool a Tokyo, in Giappone, per la Coppa Intercontinentale. La gara si chiuse con una vittoria degli argentini per 1-0, per la seconda vittoria dell'Independiente nell'Intercontinentale.
L'ultimo importante titolo ottenuto negli anni ottanta fu l'AFA 1988-89 (campionato nazionale).

### Dagli anni '90 in poi
Gli anni novanta si aprirono con il ritiro di Ricardo Bochini nel 1991. Nei 20 anni della sua carriera professionistica, dal 1972 al 1991, Bochini giocò solo per l'Independiente (e per la nazionale argentina) e fu uno degli artefici del Periodo d'Oro, con 8 titoli internazionali e 4 campionati d'Argentina. Giocò un totale di 740 gare segnando 107 gol.
Con Miguel Brindisi e poi Ricardo Pavoni in panchina, l'Independiente attraversò un biennio d'oro vincendo il Clausura 1994, la Supercoppa sudamericana nel 1994 e nel 1995, e una Recopa nel 1995. Dopo la vittoria della Recopa, l'Independiente raggiunse i 15 titoli internazionali, eguagliato dal Real Madrid e sorpassato solo dal Boca Juniors e dal Milan (18 titoli internazionali).
Dopo 7 anni di "carestia" senza vincere alcun titolo degno di nota, l'Independiente divenne campione dell'Apertura 2002. Quella squadra, guidata da Américo Gallego, aveva un reparto offensivo formato da Federico Insúa, Daniel Montenegro, Andrés Silvera e altri importanti giocatori argentini.
La stagione 2006-2007 vide in panchina Jorge Burruchaga, e in campo giocatori come Daniel "Rolfi" Montenegro, Germán Denis e Óscar Ustari L'Apertura terminò con l'Independiente al quarto posto, nonostante un andamento molto irregolare, inclusa una sconfitta casalinga con il piccolo Gimnasia (J) nell'ultimo match di sempre giocato nello storico Stadio Libertadores de América.
Il Clausura 2007 vide un andamento stentato. Dopo che la squadra aveva guadagnato solo 8 punti nelle prime 10 partite, l'allenatore Burruchaga rassegnò le dimissioni dopo una sconfitta casalinga per 0-2 contro il modesto Godoy Cruz di Mendoza. Miguel Ángel Santoro divenne l'allenatore ad interim. Con lui la squadra chiuse imbattuta, vincendo 4 match e pareggiando gli altri 5. L'Independiente chiuse 11° nel torneo, e non riuscì a qualificarsi né per la Coppa Libertadores né per quella Sudamericana per soli 2 punti.
Pedro Troglio assunse l'incarico di allenatore nel 2007 raggiungendo il nono posto nell'Apertura 2007.
Claudio Borghi allenò l'Independiente dall'aprile 2008 raggiungendo il sesto posto nella Clausura 2008. Il 5 ottobre Borghi si dimise dall'incarico, venendo rilevato da Santoro, che raggiunse il 18º posto nell'Apertura 2008. Eduardo Tuzzio e Diego Gavilán portarono la squadra al 16º posto nella Clausura 2009. Per la stagione 2009-2010 la squadra è stata affidata a Américo Gallego, conquistando due quarti posti. A fine stagione gli subentra Daniel Garnero.

### La retrocessione in Primera B Nacional del 2013
Il 15 giugno 2013, ad una giornata dal termine del Campionato, il Rojo retrocede in Primera B Nacional dopo aver perso in casa per 1-0 contro il San Lorenzo e con la contemporanea vittoria del San Martin; è la prima retrocessione dopo 108 anni di storia per il club di Avellaneda. Nella prima stagione nella Primera B Nacional, si classifica terzo a pari punti con l'Huracán, dovendo disputare uno spareggio a partita secca. L'11 giugno l'Independiente vince 2 a 0 con i gol di Martín Zapata e di Francisco Pizzini e viene promosso in Primera División. Il 13 dicembre 2017 torna a conquistare un trofeo con la CONMEBOL Sudamericana, vinta al Maracanã superando con un complessivo 3-2 in finale il Flamengo.

## Stadio
Il 4 marzo 1928, prima di una gara contro gli uruguagi del Peñarol, terminata poi in pareggio, l'Independiente aprì il primo stadio in cemento di tutto il Sudamerica. Lo stadio sarebbe stato noto successivamente come La Doble Visera. Questo impianto, il cui nome ufficiale è Estadio Libertadores de América, può contenere 52 823 spettatori.
Prima che fosse costruita "La Doble Visera" ad Avellaneda, l'Independiente aveva un altro stadio a La Crucecita, stadio che venne distrutto in un incendio nel 1923.

## Palmarès

### Competizioni nazionali
- Campionato argentino: 16

1922 (AAm), 1926 (AAm), 1938, 1939, 1948, 1960, 1963, 1967, 1970, 1971, 1977, 1978, 1983, 1988-1989, Clausura 1994, Apertura 2002
- Copa Ibarguren: 2

1938, 1939
- Copa Adrián C. Escobar: 1

1939
- Concurso por Eliminación: 1

1914
- Copa de Competencia Jockey Club: 1

1917
- Copa de Competencia Asociación Amateurs: 3

1924, 1925, 1926

### Competizioni internazionali
- Coppa Intercontinentale: 2

1973, 1984
- Coppa Libertadores: 7  (record)

1964, 1965, 1972, 1973, 1974, 1975, 1984
- Coppa Sudamericana: 2  (record condiviso con Boca Juniors, Athl. Paranaense, l'Independiente del Valle e LDU Quito)

2010, 2017
- Supercoppa Sudamericana: 2  (record condiviso col Cruzeiro)

1994, 1995
- Recopa Sudamericana: 1

1995
- Coppa Interamericana: 3  (record)

1972, 1974, 1975
- Coppa Suruga Bank: 1

2018
- Copa Ricardo Aldao: 2

1938, 1939

## Organico

### Rosa 2024-2025
Rosa aggiornata al 7 maggio 2025.
| N. |                      | Ruolo | Calciatore           |
| -- | -------------------- | ----- | -------------------- |
| 1  | Argentina (bandiera) | P     | Joaquín Blázquez     |
| 3  | Argentina (bandiera) | D     | Adrian Sporle        |
| 4  | Argentina (bandiera) | D     | Federico Vera        |
| 5  | Cile (bandiera)      | D     | Felipe Loyola        |
| 6  | Argentina (bandiera) | C     | Nicolas Freire       |
| 7  | Argentina (bandiera) | A     | Santiago Montiel     |
| 8  | Cile (bandiera)      | C     | Pablo Galdames       |
| 9  | Paraguay (bandiera)  | A     | Gabriel Ávalos       |
| 10 | Cile (bandiera)      | C     | Luciano Cabral       |
| 11 | Argentina (bandiera) | C     | Federico Mancuello   |
| 13 | Argentina (bandiera) | P     | Manuel Tasso         |
| 14 | Argentina (bandiera) | C     | Lautaro Millán       |
| 16 | Argentina (bandiera) | A     | Santiago Hidalgo     |
| 18 | Argentina (bandiera) | A     | Ignacio Maestro Puch |

| N. |                      | Ruolo | Calciatore        |
| -- | -------------------- | ----- | ----------------- |
| 19 | Italia (bandiera)    | A     | Lucas Román       |
| 20 | Uruguay (bandiera)   | C     | Rodrigo Fernández |
| 21 | Argentina (bandiera) | C     | David Martínez    |
| 22 | Argentina (bandiera) | A     | Braian Martínez   |
| 23 | Argentina (bandiera) | C     | Ivan Marcone      |
| 25 | Argentina (bandiera) | A     | Ignacio Pussetto  |
| 26 | Argentina (bandiera) | C     | Kevin Lomónaco    |
| 27 | Argentina (bandiera) | C     | Diego Tarzia      |
| 32 | Argentina (bandiera) | D     | Franco Paredes    |
| 33 | Argentina (bandiera) | P     | Rodrigo Rey       |
| 34 | Argentina (bandiera) | A     | Matías Giménez    |
| 35 | Argentina (bandiera) | C     | Santiago Salle    |
| 36 | Argentina (bandiera) | D     | Sebastián Valdez  |
| 77 | Colombia (bandiera)  | C     | Álvaro Angulo     |

## Giocatori

### Vincitori di titoli
Campioni del mondo
- Daniel Bertoni (Argentina 1978)
- Rubén Galván (Argentina 1978)
- Omar Larrosa (Argentina 1978)
- Rubén Pagnanini (Argentina 1978)
- Ricardo Bochini (Messico 1986)
- Néstor Clausen (Messico 1986)
- Ricardo Giusti (Messico 1986)